# Wink
Wink – miasto w Stanach Zjednoczonych, w stanie Teksas, w hrabstwie Winkler.